# World of Our Own
World of Our Own – trzeci album irlandzkiego zespołu Westlife wydany w 2001 roku. Pierwszym singlem promującym płytę została piosenka Queen of My Heart, która dotarła do pierwszego miejsca UK Singles Chart. Drugi singel World of Our Own powtórzył sukces pierwszego singla.

## Spis utworów

### Wersja w Wielkiej Brytanii
1. "Queen Of My Heart (Radio Edit)"
2. "Bop Bop Baby"
3. "I Cry"
4. "Uptown Girl (Radio Edit)"
5. "Why Do I Love You"
6. "I Wanna Grow Old With You"
7. "When You're Looking Like That (Single Remix)"
8. "Evergreen"
9. "World Of Our Own"
10. "To Be Loved"
11. "Drive (For All Time)"
12. "If Your Heart's Not In It"
13. "When You Come Around"
14. "Don't Say It's Too Late"
15. "Don't Let Me Go"
16. "Walk Away"
17. "Love Crime"
18. "Imaginary Diva"
19. "Angel"
20. "Bad Girls" (Anglia/Japonia Bonus Track)

### Wersja Azjatycka i Australijska
1. "Queen of My Heart"
2. "Bop Bop Baby"
3. "I Cry"
4. "Why Do I Love You"
5. "I Wanna Grow Old With You"
6. "Evergreen"
7. "World Of Our Own"
8. "To Be Loved"
9. "Drive (For All Time)"
10. "If Your Heart's Not In It"
11. "When You Come Around"
12. "Don't Say It's Too Late"
13. "Don't Let Me Go"
14. "Walk Away"
15. "Love Crime"
16. "Imaginary Diva"
17. "Angel"

### Wersja Japońska
1. "Queen of My Heart"
2. "Bop Bop Baby"
3. "I Cry"
4. "Why Do I Love You"
5. "I Wanna Grow Old With You"
6. "Evergreen"
7. "World Of Our Own"
8. "To Be Loved"
9. "Drive (For All Time)"
10. "If Your Heart's Not In It"
11. "When You Come Around"
12. "Don't Say It's Too Late"
13. "Don't Let Me Go"
14. "Walk Away"
15. "Love Crime"
16. "Imaginary Diva"
17. "Angel"
18. "Bad Girls"
19. "I Promise You That"

## Pozycje na listach
| Kraj            | Najwyższa pozycja |
| --------------- | ----------------- |
| Irlandia        | 1                 |
| Austria         | 1                 |
| Filipiny        | 1                 |
| Szwecja         | 1                 |
| Wielka Brytania | 1                 |
| Dania           | 3                 |
| Nowa Zelandia   | 3                 |
| Norwegia        | 7                 |
| Belgia          | 8                 |
| Niemcy          | 8                 |
| Włochy          | 9                 |
| Holandia        | 10                |
| Szwajcaria      | 19                |
| Australia       | 80                |